# Ward Goodenough
Ward Hunt Goodenough (ur. 1919, zm. 2013) – amerykański antropolog, profesor na uniwersytecie w pensylwańskiej Limie. Badał ludy żyjące na Nowej Gwinei, wyspach Gilberta i Mikronezji. W 1962 roku został prezesem American Ethnological Society. Definiuje kulturę jako wszystko to, co trzeba wiedzieć, czy też w co trzeba wierzyć, aby postępować w sposób zaakceptowany przez członków danej społeczności.
Jego najważniejsze prace to:
- Culture, Language and Society,
- Property, Kin and Community of Truk,
- Native Astronomy in the Central Carolinas.

Jego bratem był chemik, noblista John B. Goodenough.